# سنت-ماری-دو-بلاندفورد، کبک
سنت-ماری-دو-بلاندفورد (به فرانسوی: Sainte-Marie-de-Blandford) شهری در منطقه شهری بکانکور ناحیه سانتر-دو-کبک در استان کبک کانادا است. در سرشماری سال ۲۰۱۱ این شهر ۴۹۱ نفر جمعیت داشته‌است و مساحت آن ۶۸٫۲۹ کیلومتر مربع است.